# Трашіянгце (дзонгхаг)
Трашіянгце (дзонґ-ке བཀྲ་ཤིས་གྱང་ཙེ་རྫོང་ཁག་, Вайлі Bkra-shis Gyang-tse rdzong-khag) — дзонгхаг у Бутані, відноситься до Східного дзонгдею. Адміністративний центр — Трашіянгце. Дзонгхаг був утворений в 1992 році за рахунок виділення з дзонгхагу Трашінанг.
Деяку територію дзонгхагу займає частина заповідника Бумделінг.

## Адміністративний поділ
До складу дзонгхагу входять 8 гевогів:
- Бумделінг
- Джамкхар
- Кхамданг
- Рамджар
- Тоецо
- Томжангцен
- Трашіянгце
- Яланг

## Визначні місця

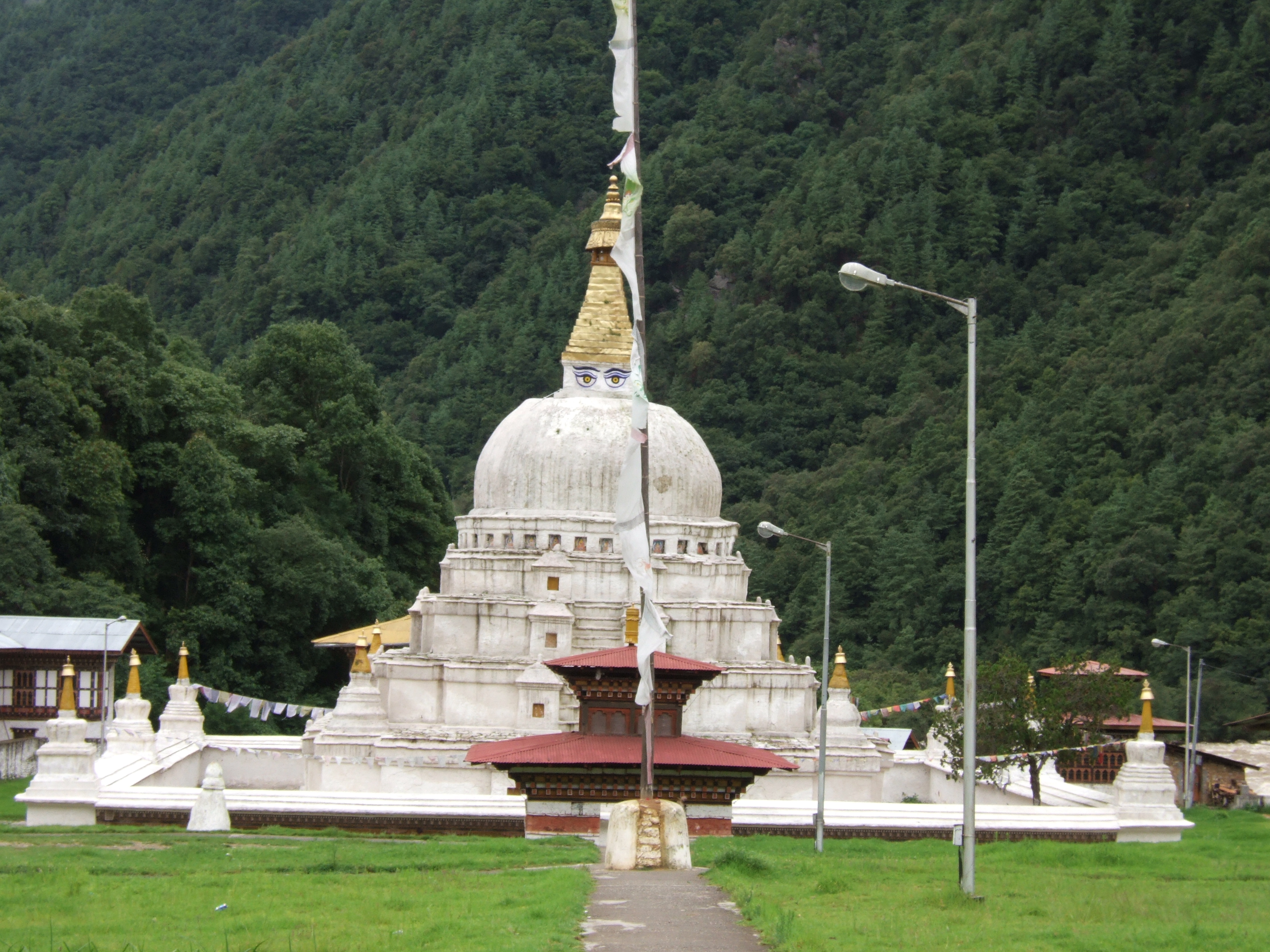
Кора-чортен

- Кора-чортен — буддійська ступа біля річки Кулонг-Чу
- Рігсам-гомпа
- Ценгкхарла-дзонг